# Ao Vivo em Orlando
Ao Vivo em Orlando é um extended play (EP) do cantor Jorge Camargo, lançado em julho de 2017.
O projeto é baseado numa apresentação feita pelo cantor em 30 de julho de 2002 na cidade de Orlando, nos EUA. Contou com uma banda formada pelos músicos Mauricio Caruso (guitarra), Marcos Cavalcante (baixo), Rogério Bocatto (bateria) e Gerson Ortega (piano). Seu lançamento se deu 15 anos depois do show.
| Críticas profissionais | Críticas profissionais |
| Avaliações da crítica  | Avaliações da crítica  |
| Fonte                  | Avaliação              |
| ---------------------- | ---------------------- |
| Super Gospel           | [ 2 ]                  |

## Faixas
1. "Maravilhoso Amor"
2. "My Eyes Are Dry/Amolece o Meu Coração"
3. "Teus Altares"
4. "Angola"